# Hawaiian Open
L'Hawaiian Open è stato un torneo di tennis facente parte del Grand Prix giocato dal 1974 a 1984 a Maui e a Honolulu negli Stati Uniti su campi in cemento.

## Albo d'oro

### Singolare
| Anno | Vincitore       | Finalista          | Punteggio     |
| ---- | --------------- | ------------------ | ------------- |
| 1974 | John Newcombe   | Roscoe Tanner      | 7–6, 7–6      |
| 1975 | Jimmy Connors   | Sandy Mayer        | 6–1, 6–0      |
| 1976 | Harold Solomon  | Robert Lutz        | 6–3, 5–7, 7–5 |
| 1977 | Jimmy Connors   | Brian Gottfried    | 6–2, 6–0      |
| 1978 | Bill Scanlon    | Peter Fleming      | 6–2, 6–0      |
| 1979 | Bill Scanlon    | Peter Fleming      | 6–1, 6–1      |
| 1980 | Eliot Teltscher | Tim Wilkison       | 7–6, 6–3      |
| 1981 | Hank Pfister    | Tim Mayotte        | 6–4, 6–4      |
| 1982 | John Fitzgerald | Brian Teacher      | 6–2, 6–3      |
| 1983 | Scott Davis     | Vincent Van Patten | 6–3, 6–7, 7–6 |
| 1984 | Marty Davis     | David Pate         | 6–1, 6–2      |

### Doppio
| Anno | Vincitori                    | Finalisti                         | Punteggio     |
| ---- | ---------------------------- | --------------------------------- | ------------- |
| 1974 | Dick Stockton Roscoe Tanner  | Owen Davidson John Newcombe       | 6–3, 7–6      |
| 1975 | Fred McNair Sherwood Stewart | Jeff Borowiak Haroon Rahim        | 3–6, 7–6, 6–3 |
| 1976 | Raymond Moore Allan Stone    | Dick Stockton Roscoe Tanner       | 6–7, 6–3, 6–4 |
| 1977 | Robert Lutz Stan Smith       | Brian Gottfried Raúl Ramírez      | 7–6, 6–4      |
| 1978 | Tim Gullikson Tom Gullikson  | Peter Fleming John McEnroe        | 7–6, 7–6      |
| 1979 | John Lloyd Nick Saviano      | Rod Frawley Francisco González    | 7–5, 6–4      |
| 1980 | Peter Fleming John McEnroe   | Victor Amaya Hank Pfister         | 7–6, 6–7, 6–2 |
| 1981 | Tony Graham Matt Mitchell    | John Alexander James Delaney      | 6–3, 3–6, 7–6 |
| 1982 | Mike Cahill Eliot Teltscher  | Francisco González Bernard Mitton | 6–4, 6–4      |
| 1983 | Tony Giammalva Steve Meister | Mike Bauer Scott Davis            | 6–3, 5–7, 6–4 |
| 1984 | Gary Donnelly Butch Walts    | Mark Dickson Mike Leach           | 7–6, 6–4      |